# Shojiro Sugimura
Shojiro Sugimura (杉村 正二郎, Sugimura Shojiro, Osaka, 4 april 1905 – Tokio, 15 januari 1975) was een Japans voetballer die als middenvelder speelde.

## Japans voetbalelftal
Shojiro Sugimura maakte op 27 augustus 1927 zijn debuut in het Japans voetbalelftal tijdens een Spelen van het Verre Oosten tegen China. Shojiro Sugimura debuteerde in 1927 in het Japans nationaal elftal en speelde 1 interland.

## Statistieken
| Japans voetbalelftal | Japans voetbalelftal | Japans voetbalelftal |
| Jaar                 | Wed.                 | Dlp.                 |
| -------------------- | -------------------- | -------------------- |
| 1927                 | 1                    | 0                    |
| Totaal               | 1                    | 0                    |